# C. D. Broad

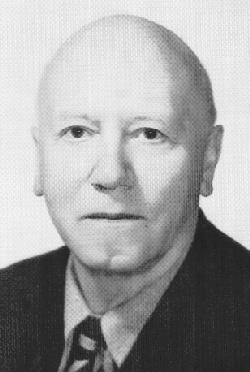
C. D. Broad

C. D. Broad, eigentlich Charlie Dunbar Broad, (* 30. Dezember 1887 in Harlesden, Middlesex; † 11. März 1971) war ein britischer Philosoph.

## Leben
Charlie Dunbar Broad (der seine Vornamen hasste und daher als C. D. Broad firmierte) ging nach dem Besuch einer preparatory school 1900 auf das Dulwich College und 1906 an das Trinity College in Cambridge, wo er Mathematik, Naturwissenschaften und Philosophie studierte. Seine Lehrer waren dort unter anderem Bertrand Russell und George Edward Moore.
Nach seiner Dissertation Perception, Physics, and Reality im Jahre 1911 wurde er dort Fellow. Im selben Jahr ging er an die St. Andrews University und war dort als Assistent von George Frederick Stout tätig. Im Jahr 1920 nahm er eine Lehrtätigkeit an der University of Bristol auf, bis er 1923 als Nachfolger von John McTaggart Ellis McTaggart als Dozent für Ethik nach Cambridge zurückkehrte. Von 1933 bis 1953 war er dort Professor für Moralphilosophie.
Broad war 1927/1928 und 1954/1955 Präsident der Aristotelian Society und 1935/1936 und 1959/1960 Präsident der Society for Psychical Research. 1926 wurde er zum Mitglied (Fellow) der British Academy gewählt. 1958 wurde er in die American Academy of Arts and Sciences aufgenommen.

## Werk
Broads Denken war stark von Bertrand Russell, G.E. Moore und McTaggart beeinflusst. Er veröffentlichte Arbeiten zu nahezu allen Gebieten der Philosophie und Wissenschaftstheorie. Seine erste wichtige Arbeit war Perception, Physics and Reality, erschienen im Jahr 1914. Scientific Thought, das Ergebnis von Gesprächen mit George Frederick Stout, folgte 1923, und im Jahr 1925 wurden Broads Tarner Lectures unter dem Titel The Mind and Its Place in Nature veröffentlicht.
Broad war maßgeblich an der Entwicklung der Emergenztheorie beteiligt. Seine emergenztheoretischen Überlegungen haben in den letzten Jahren in der Philosophie des Geistes wieder zunehmend Beachtung gefunden. Dies liegt insbesondere an den Problemen, die bei dem Versuch auftreten, Erlebnisgehalte (oder Qualia) reduktiv zu erklären.
Broad ging davon aus, dass das Gehirn und die Sinnesorgane vor allem eliminierend arbeiten. Das heißt nach Broad, dass sie aus der Vielfalt der Eindrücke der objektiven Welt nur diejenigen herausfiltern, die für das biologische Überleben notwendig sind.
In der Ethik ist Broad bekannt für seine Unterteilung ethischer Theorien in deontologische und teleologische Theorien.

## Veröffentlichungen
- Perception, physics and reality. An Enquiry into the Information that Physical Science can Supply about the Real. Cambridge University Press, 1914 (PDF; 54,07 MB)
- Scientific thought. Harcourt, Brace and Co., New York 1923 (Auszug)
- The Mind and its place in nature. Routledge and Kegan Paul, 1925 (Kap. 4 und Kap. 13)
- The Philosophy of Francis Bacon. Cambridge University Press, 1926
- Five types of ethical theory. Harcourt, Brace and Co., New York 1930
- War Thoughts in Peace Time. Humphrey Milford, London 1931
- An examination of McTaggart’s philosophy. Band 1. Cambridge University Press, 1933
- Determinism, interdeterminism and libertarianism. Cambridge University Press, 1934
- An examination of McTaggart’s philosophy. Band 2. Cambridge University Press, 1938
- Berkeley’s Argument About Material Substance. 1942
- Hume’s Doctrine of Space. 1961
- Ethics and the history of philosophy. Humanities Press, New York 1952; Routledge, London 2000, ISBN 0-415-22530-2
- Religion, philosophy and psychical research. Routledge, London 1953; Reprint 2000, ISBN 0-415-22558-2
- Human Personality and the Possibility of Its Survival. University of California Press, Berkeley/Los Angeles 1955
- Personal Identity and Survival. Society for Psychical Research, London 1958
- Lectures on Psychical Research. Incorporating the Perrott Lectures given in Cambridge University in 1959 and 1960. Humanities Press, New York 1962 (enthält Saltmarsh’s Investigation of Mrs Warren Elliott's Mediumship)
- Induction, Probability, and Causation. Selected Papers of C. D. Broad. Reidel, Dordrecht 1968
- Broad’s Critical Essays in Moral Philosophy. Humanities Press, New York 1971
- Leibniz. An introduction. Hrsg. von Casimir Lewy. Cambridge University Press, 1975, ISBN 0-521-20691-X
- Berkeley’s Argument. Haskell House Pub Ltd., 1976
- Kant. An introduction. Hrsg. von Casimir Lewy. Cambridge University Press, 1978, ISBN 0-521-21755-5
- Ethics. Nijhoff, Dordrecht 1985